# ティーディーエス
株式会社ティーディーエス（TDS）は、かつて大阪市東住吉区に本社を置いたオフセット印刷用製版、印刷物の企画制作・デザイン、印刷事業を行う企業である。2019年11月1日にデジタル総合印刷株式会社へ吸収合併され解散した。

## 概要
2009年4月1日、東洋紙業株式会社の関連会社であるオフセット印刷用製版事業の東洋電子製版株式会社と企画制作・デザイン全般を手掛ける株式会社ショウワエージェンシーが合併し、設立された企業である。

## 沿革

### ティーディーエス
- 2009年（平成21年）- 4月、東洋電子製版株式会社と株式会社ショウワエージェンシーが合併し、 株式会社ティーディーエスを設立 [3]

### 旧東洋電子製版
- 1942年（昭和17年）- 在阪写真製版業者28社の糾合体として大阪写真製版株式会社を設立
- 1945年（昭和20年）- 朝日多光が代表取締役に就任、本社を大阪市都島区東野田町2-17に移転
- 1971年（昭和46年）- 本社及び工場を大阪市東成区大今里1-9-16に移転
- 1977年（昭和52年）- 商号を東洋電子製版株式会社へ改称
- 1982年（昭和57年）- 大阪市東住吉区杭全2-10-1に新社屋完成
- 2006年（平成18年）- 西森孝広が代表取締役社長に就任、資本金を3億3,500万円に増資
- 2009年（平成21年）- ショウワエージェンシーと合併し、商号を株式会社ティーディーエスに改称
- 2010年（平成22年）- 久門新二が代表取締役社長に就任

### 旧ショウワエージェンシー
- 1988年（昭和63年）- 名古屋市守山区新守町10番地にショウワエージェンシーを設立
- 1995年（平成 7年）- 東京都港区芝5丁目に支店設立（2008年に廃止）
- 1998年（平成10年）- 東京都品川区南品川6-1-5に本社移転
- 2009年（平成21年）- 東洋電子製版㈱と合併

## 事業所
- 本社

〒546-0002　大阪市東住吉区杭全2-10-1
- 東京事業部

〒140-0004　東京都品川区南品川4-12-14
- ショウワエージェンシー事業部

〒140-0004　東京都品川区南品川6-1-5

## 主要取引先
- 東洋紙業株式会社
- 株式会社ユニコム
- 池田印刷株式会社
- 株式会社DNPメディアクリエイト関西
- 大光印刷株式会社
- 株式会社杉本カレンダー

## 加盟団体
- 近畿商工会議所連合会